# Ascolepis elata
Ascolepis elata là một loài thực vật có hoa trong họ Cói. Loài này được Welw. mô tả khoa học đầu tiên năm 1869.